# Sabiha Gökçen

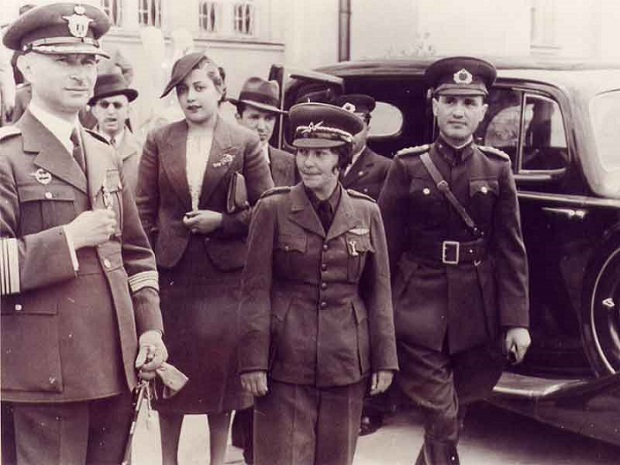
Sabiha Gökçen

Sabiha Gökçen (Bursa, 22 maart 1913 - Ankara, 22 maart 2001) was een Turks gevechtspiloot. Ze was de eerste vrouwelijke piloot van Turkije en de eerste vrouwelijke gevechtspiloot ter wereld. Ze is hiervoor ook in het Guinness Book of Records opgenomen. Ze was een geadopteerde dochter van de Turkse president Mustafa Kemal Atatürk.

## Biografie

### Familie
Gökçen was de dochter van Hafız Mustafa İzzet, een in ongenade gevallen klerk die door sultan Abdülhamit II verbannen was. Ze verloor haar vader tijdens haar lagereschooltijd, waarna zijn gezin in armoede achterbleef. Dankzij de steun van haar broers en zussen kon Gökçen naar school blijven gaan. Op 22 september 1925, toen ze 12 jaar oud was, ontmoette ze president Mustafa Kemal Atatürk op het treinstation van de stad Bursa. Ze vertelde hem haar wens aan een kostschool verder te leren. Atatürk besloot het meisje te adopteren en bracht haar onder in het presidentieel paleis te Ankara. Later bezocht ze de American Academy in Üsküdar vlak bij Istanboel. In 1934, toen in Turkije het hebben van een achternaam verplicht werd, gaf Atatürk haar de achternaam Gökçen (Turks voor "van de lucht").

### Piloot
In 1934 was Gökçen getuige van een vliegshow ter ere van de opening van de Türk Hava Kurumu, waarna Gökçen besloot gevechtspiloot te worden. Ze volgde een opleiding tot piloot en bezocht in 1935 de Sovjet-Unie voor verdere training tot gevechtspiloot. In 1936 werd ze ingedeeld bij het luchtmachtregiment van Eskişehir en maakte ze haar eerste solovlucht. Ze werd voor het eerst ingezet bij het neerslaan van de Koerdische opstand van Dersim in 1937 en 1938, waarbij ze Koerdische stellingen bombardeerde. In 1938 bezocht ze tijdens een promotievlucht de hoofdsteden van de Balkanlanden. Toen Atatürk aan het einde van dat jaar stierf, kreeg ze dankzij zijn testament genoeg geld om een eigen huis te kunnen kopen.
In 1951 werd Gökçen door het Turkse leger ingezet in de Korea-oorlog, waar Turkije als NAVO-land aan deelnam. Ze werd vanwege haar inzet gepromoveerd tot de rang van majoor. In 1955 trad ze uit militaire dienst en legde ze zich toe op het opleiden van piloten. Vanaf 1964 was Gökçen lid van een kunstvlieg-eskader.

### Overlijden
Gökçen overleed op haar 88ste verjaardag aan hartfalen in de militaire medische academie Gülhane te Ankara.

## Belang
In het Turkije van Atatürk stond Gökçen symbool voor de moderne Turkse vrouw, die het vrijstond elk beroep naar keuze uit te oefenen. In de praktijk was dit voor vrij veel beroepen het geval, echter bij het Turkse leger staat het Turkse vrouwen pas sinds de jaren 90 toe om een militaire carrière te volgen. Haar inzet tegen de Koerdische opstandelingen van Dersim maakte haar voor Koerden tegelijkertijd een symbool van de Turkse militaire onderdrukking.
De tweede luchthaven van Istanboel, Luchthaven Istanboel Sabiha Gökçen, werd in 2001, vlak voor haar dood, naar haar genoemd.